# Serapias lingua
Espèce
Classification phylogénétique
Statut CITES
Serapias lingua, le Sérapias langue, est une espèce de plantes herbacées pérennes de la famille des Orchidacées.

## Description

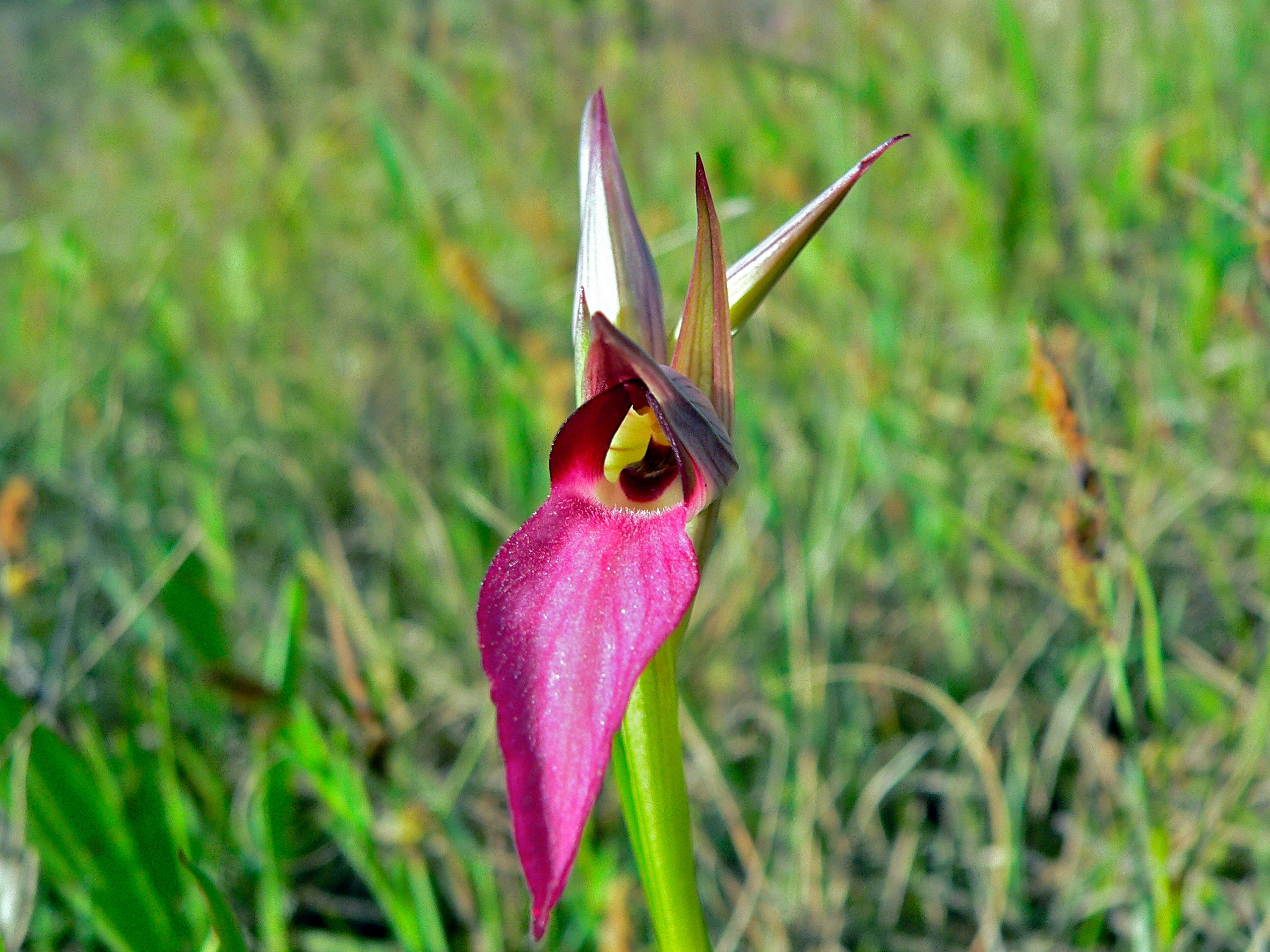
Détail de la fleur (Hérault, France)

Plante mesurant de 20 à 60 cm. La base de la tige feuillée n'est pas maculée de pourpre.
Les fleurs claires varient de 2 à 8 par tige. Le labelle atteint environ 25 mm de long et est garni, à sa base, d'une callosité noire, entière, luisante.
Chez les Serapias (et les Epipactis), le labelle est constitué de 2 parties successives : l'épichile, (partie externe) et l'hypochile, (partie interne).
L'épichile de Serapias lingua est légèrement concave ou plat et dirigé vers l'avant ; il est moitié moins large que l'hypochile (étalé).

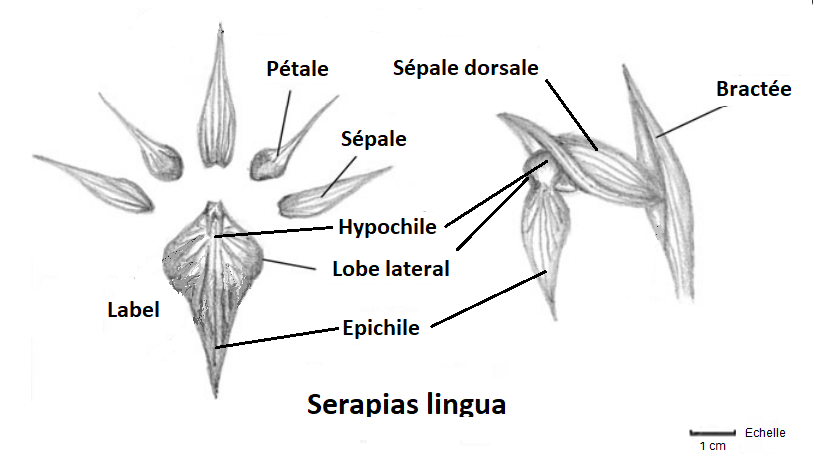
Schéma fleur d'Orchidée Serapias lingua

Ces plantes forment souvent des groupes importants.